# Jean de Cherchemont
Jean de Cherchemont († 25. Oktober 1328) war Kanzler von Frankreich von 1321–1322 und 1323–1328.
Jean de Cherchemont entstammte einer Familie des einfachen Adels aus dem Poitou. Er war Dekan von Poitiers, Schatzmeister der Kirche in Laon sowie Doktor in Zivilrecht, und wurde erst Berater, im Jahr 1316 dann Kanzler des Grafen Karl von Valois. 1318 wurde er königlicher Schreiber und 1321 schließlich Kanzler Philipps V. Dessen Nachfolger Karl IV. ersetzte Jean de Cherchemont 1322 durch Pierre Rodier, rief ihn aber wieder zurück, als Rodier 1323 Bischof von Carcassonne wurde. Er starb 1328 im Amt. Nach seinem Tod war seine Amtsführung harscher Kritik ausgesetzt.
Ein anderer Jean de Cherchemont war von 1325 bis 1373 Bischof von Amiens.